# Funisia dorothea
Funisia dorothea je vyhynulý živočich podobný červu, jediný druh rodu Funisia, který žil během období ediakara před asi 540 miliony lety. Systematika je neznámá, druh je hodnocen jako incertae sedis. Je možné, že se jedná o zástupce houbovců nebo žahavců. Byl součástí takzvané ediakarské fauny. Funisia byl tubulární (trubicovitý) organismus, asi 30 cm dlouhý. Protože jednotlivci žili v hustých koloniích, je pravděpodobné, že se pohlavně rozmnožovali. Představovali by tak jednoho z nejstarších živočichů, u kterých se objevilo pohlavní rozmnožování. Žili na mělkém písčitém mořském dně, v místech, kde se dnes rozkládá australské vnitrozemí.